# Gordon (hrabstwo Ashland)
Gordon – miasto w Stanach Zjednoczonych, w stanie Wisconsin, w hrabstwie Ashland.